# Hochei în Alaska
Hochei în Alaska (în engleză Mystery, Alaska) este un film de comedie-dramă regizat de Jay Roach după un scenariu de David E. Kelley[*]. În rolurile principale au interpretat actorii Russell Crowe, Burt Reynolds și Colm Meaney.
A fost produs de studiourile Hollywood Pictures[*] și a avut premiera în 1999, fiind distribuit de Buena Vista International[*]. Coloana sonoră a fost compusă de Carter Burwell[*]. 

## Distribuție
- Russell Crowe - Sheriff John Biebe
- Hank Azaria - Charles Danner
- Josh Silberg - Michael Biebe
- Mary McCormack - Donna Biebe
- Burt Reynolds - Judge Walter Burns
- Colm Meaney - Mayor Scott R. Pitcher
- Lolita Davidovich - Mary Jane Pitcher
- Maury Chaykin - Bailey Pruitt
- Ron Eldard - Matt "Skank" Marden
- Michael Buie - Connor Banks
- Ryan Northcott - Stevie Weeks
- Beth Littleford - Janice Pettiboe
- Kevin Durand - "Tree" Lane
- Scott Grimes - Brian "Birdie" Burns
- Jason Gray-Stanford - Bobby Michan
- Adam Beach - Galin Winetka
- Leroy Peltier - Ben Winetka
- Cameron Bancroft - "Tinker" Connolly
- Michael McKean - Mr. Walsh
- Rachel Wilson - Marla Burns
- Megyn Price - Sarah Heinz
- Judith Ivey - Mrs. Joanne Burns
- Terry David Mulligan - Dr. Henry Savage
- Mike Myers - Donnie Shulzhoffer
- Jim Fox - Himself
- Phil Esposito - Himself
- Little Richard - Himself
- L. Scott Caldwell - Judge McGibbons
- Steve Levy - Himself
- Barry Melrose - Himself